# Нагарджун
Нагарджун (30 червня 1911 — 4 листопада 1998) — відомий індійський поет і прозаїк, твори якого присвячені долям простих трударів. Своєю творчістю заклав основу так званого "провінційного роману". Писав мовами гінді та майтгілі.
Трудовий шлях розпочав вчителем. Пізніше став видавати газету. Велику увагу приділяв самоосвіті. У 30-40-роки багато мандрував рідною країною, вивчаючи побут її трудового народу. У цей період Нагарджуна цікавить філософія марксизму та він займається її вивченням.
1935 року Нагарджун здійснив поїздку до Цейлону, де прийняв буддизм та став ченцем, пізніше здійснив паломництво до Бірми та Тибету. Однак 1941 року зрікся чернечого сану, прагнучи брати активнішу участь у політичному пробудженні свого народу. Симпатизував комуністам. За свою активну громадянсько-політичну позицію неодноразово опинявся за ґратами як за часів британського панування, так і в незалежній Індії.
Першими творами Нагарджуна були вірші на рідній мові поета майтгілі, що публікувалися під псевдонімом Йатрі. У середині 30-х років він почав писати на гінді. Незабаром опанував прозові форми. Саме своїми прозовими творами Нагарджун заклав основу так званого індійського провінційного роману. Це, зокрема, його романи "Тітонька Ратінатха", "Бальчанба", "Старий Батесарнатх", повість "Діти Варуни".
Сюжетну основу творів Нагарджуна складає життя індійських селянських родин, доля простих трударів у сучасних письменникові соціальних умовах індійського села.
Українською мовою опублікована його повість "Діти Варуни", що описує нелегке життя простих рибалок, які у традиційній кастовій ієрархії займають одне з найнижчих місць. Дія розгортається на території рідного для письменника штату Бігар. ("Сучасна індійська повість", Київ, видавництво "Дніпро", 1985 рік).